# Prisma di Glan-Thompson

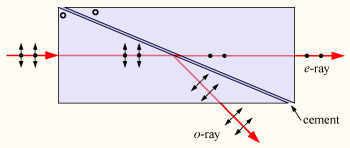
Schema del prisma di Glan-Thompson. L'asse del cristallo è perpendicolare allo schermo perciò la polarizzazione S della luce incidente si propagherà lungo l'asse straordinario, mentre la polarizzazione P lungo l'asse ordinario.

Un prisma di Glan-Thompson è un tipo di prisma ottico usato come polarizzatore o come beam splitter polarizzante. È uno dei prismi più comuni usati per la polarizzazioni di luce o di fasci laser di bassa intensità.
Il prisma è composto da un cristallo birifrangente uniassico, di solito Spato di Islanda (calcite), diviso da uno strato sottile di Balsamo del Canada. Gli indici di rifrazione valgono rispettivamente {\displaystyle n_{0}=1.66} per l'asse ordinario, {\displaystyle n_{b}=1.53} per il Balsamo del Canada e {\displaystyle n_{e}=1.49} per l'asse straordinario.
Quando la luce non polarizzata incide sulla faccia del prisma, scomponendo le due polarizzazioni, esse seguiranno due cammini diversi propagandosi in assi ottici diversi.
La polarizzazione S, parallela all'asse del cristallo, seguirà l'indice straordinario e circa il 98% di essa verrà trasmessa, mentre la restante parte verrà riflessa dall'interfaccia Balsamo del Canada.
Per la radiazione polarizzata P, essendo il prisma tagliato con un angolo di incidenza all'interfaccia è superiore a {\displaystyle \arcsin \left({\frac {n_{b}}{n_{o}}}\right)} subirà una riflessione totale interna e non verrà trasmessa.
Si noti che mentre il raggio trasmesso è polarizzato al 100%, quello riflesso non lo è. Le facce laterali del cristallo possono essere lucidate per permettere al raggio riflesso di uscire, o oscurate per assorbirlo. 
Questo prisma viene quindi usato come polarizzatore in trasmissione per la luce.
Sono necessarie basse intensità del laser per non danneggiare lo strato di Balsamo del Canada all'interfaccia della superficie di riflessione.